# 拉格什
拉格什(Lagash)，苏美尔城邦，位于今天伊拉克境内铁罗(Telloh)，在幼发拉底河与底格里斯河相汇处的西北，在乌鲁克城以东。

## 历史
拉格什早期的历史并不是很清楚，在苏美尔各城邦中，拉格什似乎也并不是最重要的几个之一。《苏美尔王表》中根本就没有提到她。但是考古发掘中拉格什却显示出她的重要，在公元前20世纪时，拉格什可能是苏美尔城邦中，甚至是当时世界上最大的城市。
考古学的成果，使得今天的人们得知了拉格什自约公元前25世纪至公元前20世纪的完整的历史，从而使拉格什成为苏美尔各城邦中历史最清晰的一个城邦。
在拉格什的历史中，最引人注目的是就是拉格什与邻国温马持续了一百年或者更长时间的领土纠纷。最早时曾经由基什王麦西里姆仲裁过两国边界，并立下界碑。但是后来两国交兵不断，界碑屡毁。

### 早期
恩赫加尔 (约公元前2550年在位)，目前考古所得最早的明确的拉格什的国王，石板铭文有和他相关的土地买卖的记载。
Lugal-Sha-Gen-Sur (Lugal-Suggur), high priest or patesi (约公元前2510年在位)

### 拉格什第一王朝
乌尔南什（约公元前2480年在位）：不清楚他是如何成为拉格什王的，他的家乡是“提德努姆”，这是个闪米特地名，让人不禁怀疑他可能不是苏美尔人而是闪族人。他统治时期，拉格什开始走向强大。统治的地区可能已经到达波斯湾沿岸一些地方。
阿库加尔（Akurgal约公元前2450年在位）：乌尔南什之子，这一时期，拉格什有所衰落。在与邻国温马的斗争中占下风。
恩纳图姆（约公元前2445年在位）：阿库加尔之子。他迫使温马王埃纳卡里与之划定边界。他打败北方的基什，占领乌尔、乌鲁克，拉尔萨等城邦，通过战争使拉格什扩大了领土，建立起了一个“拉格什帝国”。他还使用了象征苏美尔城邦霸主的称号：“基什之王”。恩納圖姆死因不详，可能死于战场。他的弟弟埃纳纳吐姆继位。
埃纳纳吐姆 （约公元前2440年在位）：安纳吐姆的弟弟。温马王乌尔伦马越过边界，毁掉麦西里姆界碑、祭坛。同时联合外邦人进攻拉格什。
恩铁美纳（约公元前2400年在位）：埃纳纳吐姆之子。同温马作战，并取得胜利，夺回被温马占领的土地。同时造成温马内乱。
埃纳纳吐姆二世（约公元前2390年在位）：恩铁美纳之子，可能就是在这一时期拉格什走向了衰落。
恩恩塔尔基（约公元前2385年在位）：不清楚他是如何成为国王的，他可能甚至不是乌尔南什家族的人。在这一时期，拉格什内部斗争与动乱开始。
卢伽尔安达（约公元前2384年–公元前2378年在位）：情况不详，这一时期，拉格什国家内部矛盾激烈，最终卢伽尔安达被推翻。
乌鲁卡基那（约公元前2378–公元前2371年在位，又译乌鲁伊宁基那）：在拉格什城邦的动荡之时，他推翻卢伽尔安达的统治，自己当上拉格什之王。然后开始了已知人类文明史上最早的政治改革。在留下的关于这场改革的泥版文书中，我们可以看到当时拉格什贪官污吏横行霸道，王室侵占平民的良田，买卖不公，苛捐杂税严重，穷人得不到任何保障。乌鲁卡基那试图改变这些，轰轰烈烈地开展了政治改革运动，制定一系列的法律及政策，保护平民的利益。然而乌鲁卡基那的改革并未成功，邻国温马的国王卢加尔扎克西率军打败了他，拉格什被血洗，并且一度占据全部两河流域，拉格什第一王朝结束。
卢加尔扎克西后来又被阿卡德王国的开创人阿卡德的萨尔贡一世打败，萨尔贡一世统一了整个两河流域，建立了阿卡德王国，拉格什成为阿卡德王国的一部份。

### 拉格什第二王朝

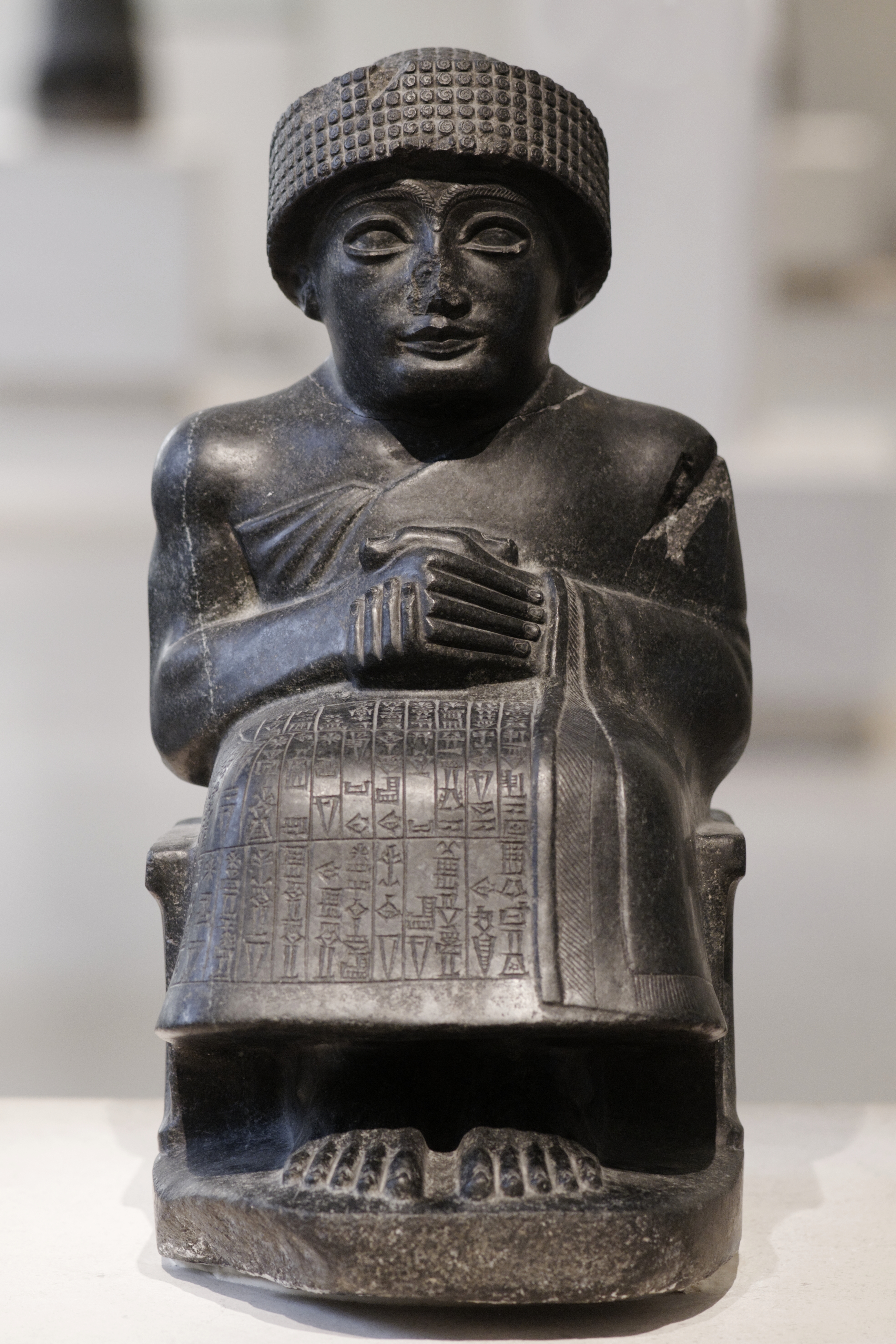
古地亚，拉格什王，发现于铁罗(Telloh)的闪长岩雕像，现藏卢浮宫

阿卡德王国后期，中央集权已经趋于崩溃，可能在这时，拉格什又走向一种半独立状态，从而开始了拉格什第二王朝。古提人统治时期，拉格什的地位有些特殊，一方面，《苏美尔王表》又完全没有提到拉格什，另一方面，从现有的考古学发掘情况来看，当时的拉格什非常强大，似乎大部分苏美尔地区都承认拉格什的宗主权。
拉格什第二王朝的强大是从乌尔巴巴统治时开始的。到了古地亚为王时，看起来拉格什是继阿卡德王国后又一个能统治几乎全部苏美尔地区的政权。不过古地亚很少对外用兵，记载上唯一的一次是对埃兰的远征，而留下记载更多的是古地亚对外积极的贸易。古地亚更是个神权统治者，在苏美尔各地兴建神庙，同时他本人似乎是故意要向后人展示自己的面容，苏美尔到处都留下了他虔诚的姿势的雕像。

从留下的记载来看，古地亚统治时期的拉格什城邦本身，包括有17座大城市，8个小城市。而同一时期我们知道的拉格什村落的名称就不下40个，从这点可以窥见苏美尔城邦的规模与繁荣。
同时，古提人似乎仍然是的野蛮的外来统治者，直到乌鲁克的乌图赫加尔打败并驱逐了古提人，恢复了苏美尔人的统治，而后乌尔第三王朝建立，公元前2110年，拉格什的末代国王纳马哈尼被打败，拉格什成为乌尔第三王朝统治下的一个城市。此后拉格什就不再重要，最终沦为废墟。
拉格什第二王朝君主列表：
- Ki-Ku-Id (约公元前2260年在位)
- Engilsa (约公元前2250年在位)
- Ur-A (约公元前2230年在位)
- Lugalushumgal (约公元前2200年在位)
- Puzur-Mama
- Ur-Utu
- Ur-Mama
- Lu-Baba
- Lugula
- Kaku
- 乌尔巴巴 (Urbaba，约公元前2164年-公元前2144年在位)
- 古地亚( 约公元前2144年-公元前2124年在位)
- 乌尔宁吉尔苏(Urningirsu 约公元前2124年-公元前2119年在位)
- Pirigme  (约公元前2119年-约公元前2117年在位)
- 乌尔加尔 ( Ur-GAR 约公元前2117年-公元前2113年在位)
- 纳马哈尼 (Nammahani 约公元前2113年-公元前2110年在位)

按照拱玉书：《日出东方——苏美尔文明探秘》，则应该是：
- 乌尔宁吉尔苏(Urningirsu 约公元前2124年-公元前2119年在位)
- 乌尔加尔 ( Ur-GAR 约公元前2119年-公元前2117年在位)
- 乌尔阿亚巴 ( Ur-ayabba)
- 乌尔马马 ( Urmama )
- 纳马哈尼 (Nammahani -约公元前2110年在位)

## 脚注
1. ^ 拱玉书，《日出东方——苏美尔文明探秘》，云南人民出版社。ISBN 7-222-03120-0。